# 浮文字新人賞
浮文字新人賞（ふもじ-しんじんしょう）は、かつて台湾の尖端出版が主催していたライトノベルおよびBL小説の新人賞。

## 概要
台湾で“文学少女”シリーズ、戯言シリーズ、狂乱家族日記シリーズなどを刊行している尖端出版のライトノベルレーベル「浮文字」（Fúwénzì）の名を冠した、ライトノベルおよびBL小説の新人賞。
第1回および第2回は、尖端出版が発行していた文芸誌『浮文誌』（Fúwénzhì）誌上で浮文誌新人賞という名称で行われた。2009年10月の第3回募集開始時に、名称が浮文字新人賞と改められ、募集内容も一新された。
第7回をもって終了し、「尖端原創小說大賞」に引き継がれることとなった。

## 浮文誌新人賞（第1回、第2回）
浮文誌新人賞は、尖端出版が2006年2月から2007年8月にかけて全5号刊行した文芸誌『浮文誌』（日本の文芸誌『ファウスト』の台湾版）誌上で募集していた短編小説の新人賞。第2回の結果発表の際にはすでに『浮文誌』の刊行が中断されており、結果は尖端出版の公式サイトで発表された。

## 浮文字新人賞（第3回以降）
浮文字新人賞は、2009年10月、第2回まで行われた浮文誌新人賞の回数表記を引き継ぐかたちで「第3回」から募集が開始された。賞のイメージイラストは、台湾のイラストレーター・Izumiが描いている。賞の名称変更にともなって、募集内容や審査方法などが大幅に変更された。
主な変更点
- 短編小説の募集から、長編ライトノベル・長編BL小説の募集へと変更された。
- 応募者を1970年以降に生まれた者に限るという年齢制限が撤廃された。

### 応募規定
ライトノベル部門（軽小説部門）とBL小説部門（藍月BL小説部門）があり、それぞれ未発表の長編作品を募集する。賞金は、ライトノベル部門では金賞（1名）が30万元（約85万円）、銀賞（1名）が15万元、銅賞（数名）が5万元。BL小説部門では、金賞（1名）が20万元（約56万円）、銀賞（1名）が10万元、銅賞（数名）が3万元。なお、BL小説部門のみ、応募者を満18歳以上に限るという年齢制限がある。金賞・銀賞の作品は書籍として刊行され、その際、表紙イラストは日本のイラストレーターに依頼される。
募集及び審査は2段階に分かれている。1次選考では、作品の概要（800～1000字）と第1章、第2章（約10000字）のみを募集する。応募者のうち15名を最終選考進出者として選出し、公式サイトで発表する。また同時に、公式サイト上での試し読みと人気投票を開始する。
最終選考進出者として選ばれた15名は、半年の期間内に作品の全体（8万～12万字）を尖端出版に送付する。

## 浮文字新人賞受賞作一覧

### 第3回
締め切りは2010年1月4日。ライトノベル部門には329作品、BL小説部門には74作品の応募があった。台湾以外にも、香港、マカオ、中国（大陸地区）、マレーシア、日本、カナダ、ニュージーランドからの応募があった。
- ライトノベル部門
  - 金賞 - 非瓴『龍騎兵的防禦工事』（2011年6月、イラスト：兎塚エイジ）
  - 銀賞 - IROYI.h『鴉之聲』（2011年6月、イラスト：せんむ）
- BL小説部門
  - 金賞 - 觀止（観止）『賭牌・迷信愛情』（2011年6月、イラスト：大和名瀬）
  - 銀賞 - 白芸（WHITE）『初戀櫻時 〜First Love〜』（2011年6月、イラスト：タカツキノボル）
  - 佳作 - SLOTH『光纖與大叔』（2011年6月、イラスト：Leila）